# Brynford
Brynford (en gallois⁣ : Brynffordd ) est une communauté du pays de Galles située dans le comté de Flint (Sir y Fflint).